# Mistrovství světa v silniční cyklistice žen – časovka jednotlivců
Toto je listina časovky žen v silniční cyklistice na mistrovství světa.

## Rekordmanky v časovce jednotlivkyň

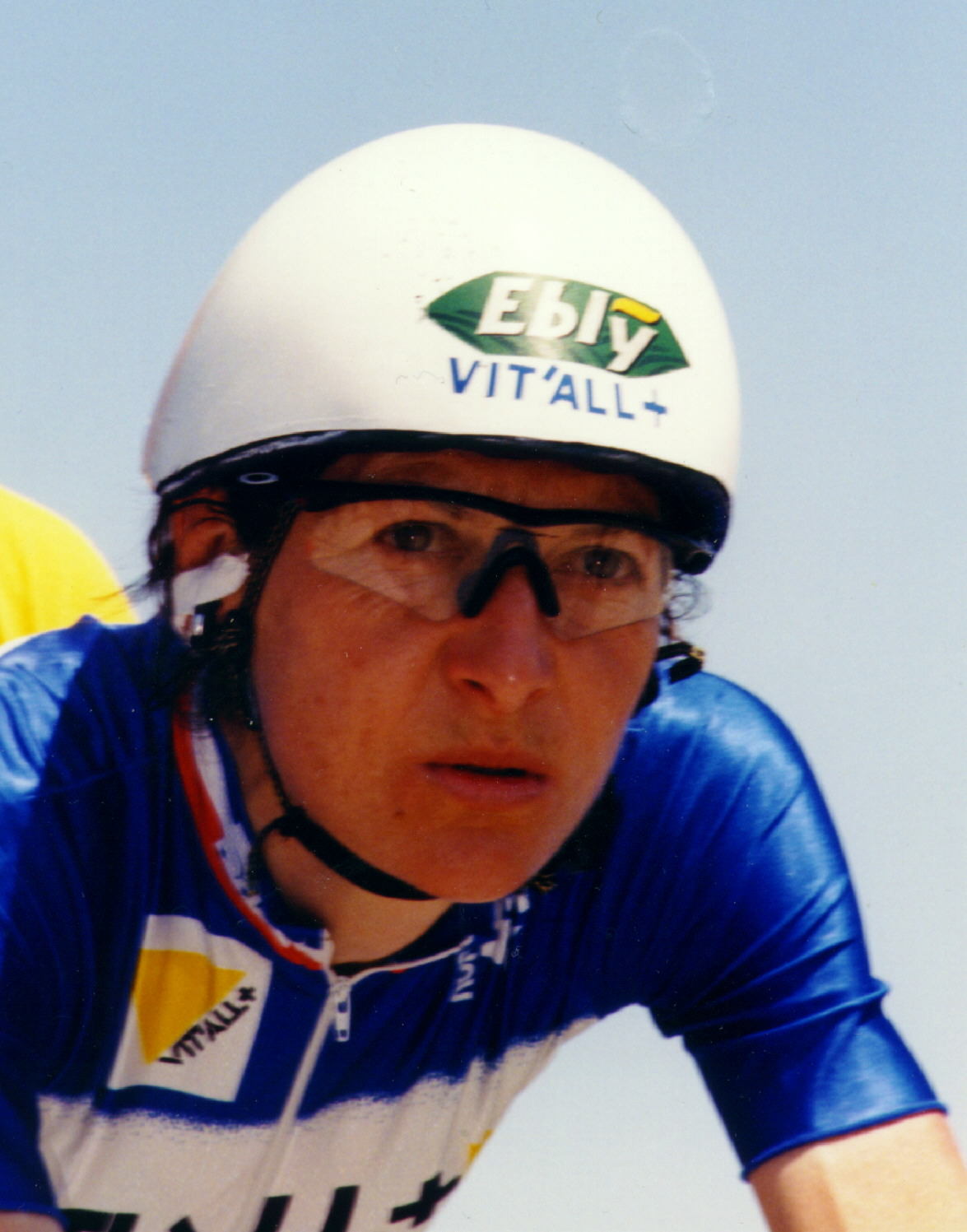
4x -  Jeannie Longová
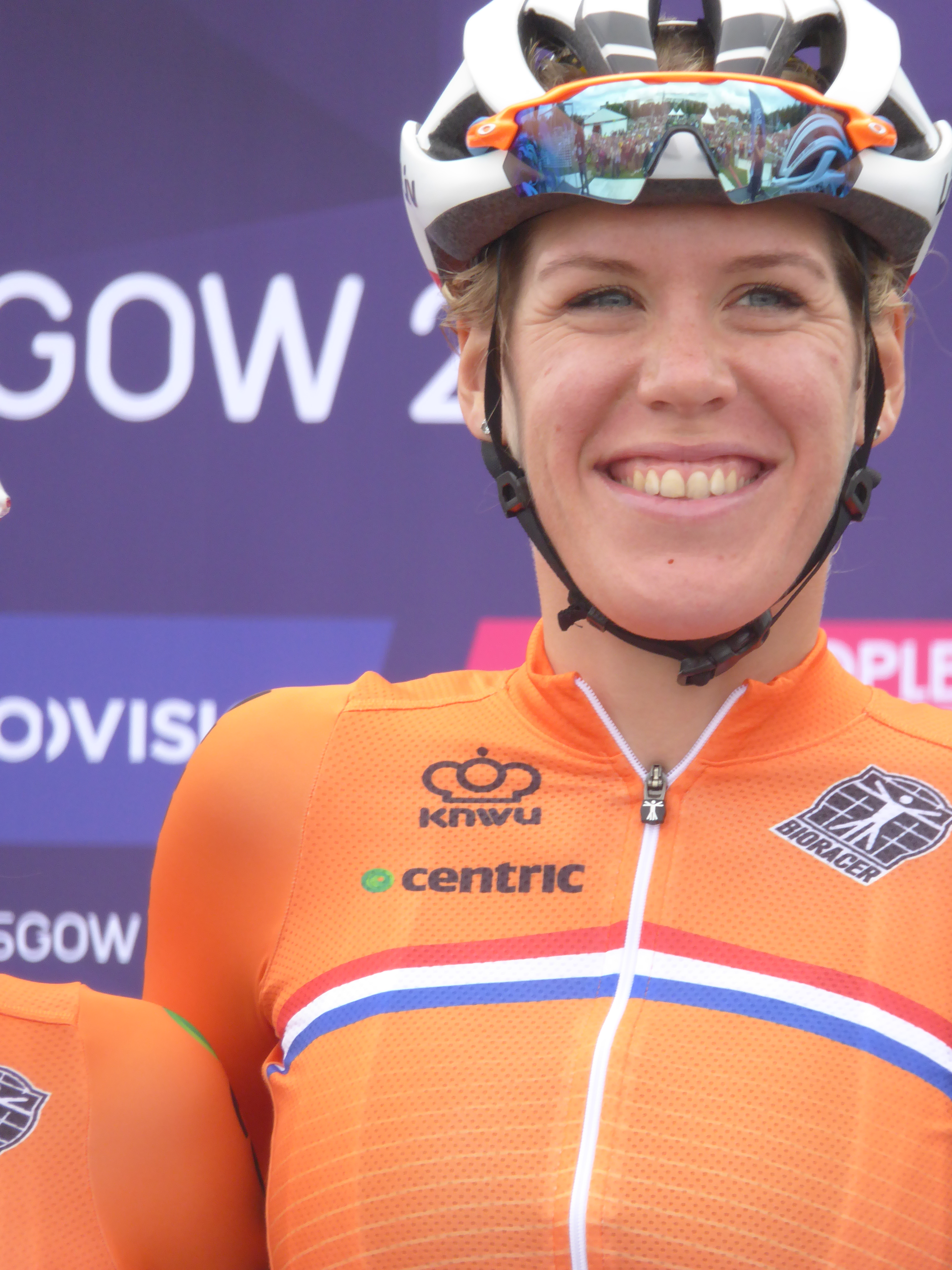
3x -  Ellen van Dijková

## Medailistky
| Rok  | Místo         | Zlato                    | Stříbro                 | Bronz                      |
| ---- | ------------- | ------------------------ | ----------------------- | -------------------------- |
| 1994 | Agrigento     | Karen Kurreck            | Anne Samplonius         | Jeannie Longová            |
| 1995 | Duitama       | Jeannie Longová          | Clara Hughesová         | Kathryn Watt               |
| 1996 | Lugano        | Jeannie Longová          | Catherine Marsal        | Alessandra Cappellotto     |
| 1997 | San Sebastián | Jeannie Longová          | Zulfija Zabirowa        | Judith Arndt               |
| 1998 | Valkenburg    | Leontien van Zijlaardová | Zulfija Zabirowa        | Hanka Kupfernagelová       |
| 1999 | Verona        | Leontien van Zijlaardová | Anna Wilson             | Edita Pučinskaitė          |
| 2000 | Plouay        | Mari Holden              | Jeannie Longová         | Rasa Polikevičiūtėová      |
| 2001 | Lisabon       | Jeannie Longová          | Nicole Brändli          | Teodora Ruano Sanchon      |
| 2002 | Zolder        | Zulfija Zabirowa         | Nicole Brändli          | Karin Thürigová            |
| 2003 | Hamilton      | Joane Somarriba          | Judith Arndt            | Zulfija Zabirowa           |
| 2004 | Verona        | Karin Thürigová          | Judith Arndt            | Zulfija Zabirowa           |
| 2005 | Madrid        | Karin Thürigová          | Joane Somarriba         | Kristin Armstrongová       |
| 2006 | Salcburk      | Kristin Armstrongová     | Karin Thürigová         | Christine Thorburn         |
| 2007 | Stuttgart     | Hanka Kupfernagelová     | Kristin Armstrongová    | Christiane Soeder          |
| 2008 | Varese        | Amber Nebenová           | Christiane Soeder       | Judith Arndt               |
| 2009 | Mendrisio     | Kristin Armstrongová     | Noemi Cantele           | Linda Villumsenová         |
| 2010 | Geelong       | Emma Pooleyová           | Judith Arndt            | Linda Villumsenová         |
| 2011 | Kodaň         | Judith Arndtová          | Linda Villumsenová      | Emma Pooleyová             |
| 2012 | Limburg       | Judith Arndtová          | Evelyn Stevensová       | Linda Villumsenová         |
| 2013 | Florencie     | Ellen van Dijková        | Linda Villumsenová      | Carmen Smallová            |
| 2014 | Ponferrada    | Lisa Brennauerová        | Anna Solovjevová        | Evelyn Stevensová          |
| 2015 | Richmond      | Linda Villumsenová       | Anna van der Breggenová | Lisa Brennauerová          |
| 2016 | Dauhá         | Amber Nebenová           | Ellen van Dijková       | Katrin Garfootová          |
| 2017 | Bergen        | Annemiek van Vleutenová  | Anna van der Breggenová | Katrin Garfootová          |
| 2018 | Innsbruck     | Annemiek van Vleutenová  | Anna van der Breggenová | Ellen van Dijková          |
| 2019 | Yorkshire     | Chloé Dygert Owen        | Anna van der Breggenová | Annemiek van Vleutenová    |
| 2020 | Imola         | Anna van der Breggenová  | Marlen Reusserová       | Ellen van Dijková          |
| 2021 | Bruggy        | Ellen van Dijková        | Marlen Reusserová       | Annemiek van Vleutenová    |
| 2022 | Wollongong    | Ellen van Dijková        | Grace Brownová          | Marlen Reusserová          |
| 2023 | Glasgow       | Chloé Dygertová          | Grace Brownová          | Christina Schweinbergerová |
| 2024 | Curych        | Grace Brownová           | Demi Volleringová       | Chloé Dygertová            |

### Mistryně dle roků
| Pořadí                         | Jméno                         | Zlato | Stříbro | Bronz | Celkem     | Vítězné roky (po 2023) |
| ------------------------------ | ----------------------------- | ----- | ------- | ----- | ---------- | ---------------------- |
| 1                              | Jeannie Longová (FRA)         | 4     | 1       | 1     | 6          | 1995, 1996, 1997, 2001 |
| 2                              | Ellen van Dijková (NED)       | 3     | 1       | 2     | 6          | 2013, 2021, 2022       |
| 3                              | Judith Arndtová (GER)         | 2     | 3       | 2     | 7          | 2011, 2012             |
| 4                              | Kristin Armstrongová (USA)    | 2     | 1       | 1     | 4          | 2006, 2009             |
| 4                              | Karin Thürigová (SUI)         | 2     | 1       | 1     | 4          | 2004, 2005             |
| 5                              | Annemiek van Vleutenová (NED) | 2     | 0       | 1     | 3          | 2017, 2018             |
| 6                              |                               |       |         |       |            |                        |
| Leontien van Zijlaardová (NED) | 2                             | 0     | 0       | 2     | 1998, 1999 |                        |
| 7                              | Amber Nebenová (USA)          | 2     | 0       | 0     | 2          | 2008, 2016             |
| 8                              | Anna van der Breggenová (NED) | 1     | 4       | 0     | 5          | 2020                   |
| 9                              | Zulfija Zabirowa (RUS)        | 1     | 2       | 2     | 5          | 2002                   |
| 10                             | Chloé Dygertová (USA)         | 1     | 0       | 0     | 1          | 2023                   |
| 11                             | Grace Brownová (AUS)          | 1     | 0       | 0     | 1          | 2024                   |